# The Products
The Products var ett svenskt streetpunkband. Medlemmarna hade ett förflutet i 59 Times the Pain, Nasum och Voice of a Generation.
The Products skivdebuterade med 1998 års EP Just Having a Laugh, utgiven på Sidekicks Records. Året efter utkom debutalbumet Once Again... The Products.

## Medlemmar
- Anders
- Jallo
- Kalle
- Magnus Larnhed

## Diskografi

### Studioalbum
- 1999 - Once Again... The Products (Sidekicks Records)

### EP
- 1998 - Just Having a Laugh (Sidekicks Records)

### Medverkan på samlingsalbum
- 1998 - Still Screaming ("Smash My Radio" och "People Like You", Burning Heart Records)
- 2000 - Spirit of the Streets ("Smash My Radio", Burning Heart Records)
- 2000 - Rock Sound Vol. 21 ("Let's Go to CBGB", Rock Sound)
- 2000 - Cheap Shots Vol. 4 ("Youth of the World", Burning Heart Records)

### Fotnoter
1. ↑  ”The Products”. Burning Heart Records. http://www.burningheart.com/bands/index.php?id=185&bio=1. Läst 5 april 2012.
2. ↑  ”The Products”. Discogs.com. http://www.discogs.com/artist/Products%2C+The#t=Releases_All&q=&p=1. Läst 5 april 2012.